# Administración de Asuntos Federales de Puerto Rico

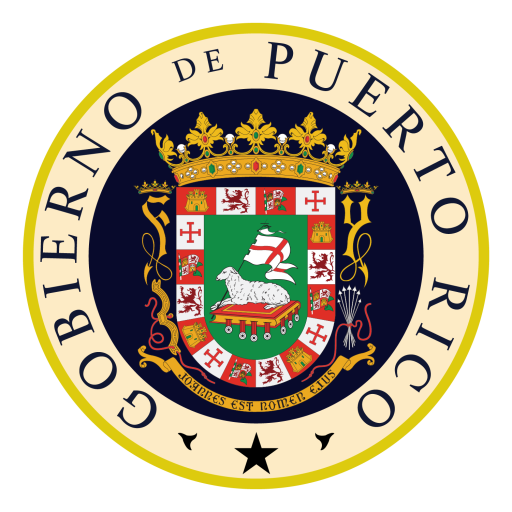
Emblema del Gobierno de Puerto Rico, en el que la Administración de Asuntos Federales de Puerto Rico lo representa.

La Administración de Asuntos Federales de Puerto Rico (en inglés: Puerto Rico Federal Affairs Administration o PRFAA) es la agencia que representa al Gobierno de Puerto Rico ante el gobierno federal y los gobiernos estatales y locales; promueve los programas económicos y de política pública del Gobierno de Puerto Rico para mejorar la calidad de vida de los tres punto dos millones de puertorriqueños que residen en la Isla, y asesora a las agencias gubernamentales locales y municipales sobre asuntos de interés para Puerto Rico ante el gobierno federal.
Como tal, la agencia es el principal enlace entre los funcionarios puertorriqueños, la Casa Blanca, el Congreso y las agencias federales. Asimismo, con el fin de promover los intereses de Puerto Rico, la agencia interactúa con organizaciones estadounidenses que representan a gobernadores de otros estados, entre ellas, la Asociación Nacional de Gobernadores y la Asociación de Gobernadores Sureños.
Al igual que mucho de los estados, las áreas de enfoque de Puerto Rico incluyen el desarrollo económico, obtener fondos para transportación, seguridad, energía, cuidado de la salud, Paridad en fondos Medicare y Medicaid, la transición de Puerto Rico dentro del programa del SNAP, así como asuntos vinculados a veteranos y educación.

## Funciones
Todos los días, la Administración de Asuntos Federales de Puerto Rico se dedica de lleno a la tarea de representar y promover eficazmente los intereses del Gobierno de Puerto Rico ante La Casa Blanca, el Congreso y todas las agencias federales.

## Oficinas

### Oficina principal
La oficina principal está localizada en la Calle 17 N° 1100 en la ciudad de Washington D. C., cuya función es representar al Gobierno de Puerto Rico en la capital estadounidense

### Oficinas regionales
La PRFAA tiene oficinas regionales en la ciudad de Nueva York y Kissimmee, Florida. Durante los últimos 70 años, la estructura de esta oficina ha evolucionado de proveer orientación para los inmigrantes puertorriqueños a promover su cultura y ayudarlos a involucrarse en el proceso político.
Hoy día, el énfasis de la oficina regional es en tres áreas particulares: el desarrollo económico a través de la promoción de posibilidades de establecer negocios entre la Isla y comunidades en los Estados Unidos, el desarrollo de la educación y el liderazgo a través de alianzas con organizaciones comunitarias. 

#### Oficina de Florida
Esta oficina cubre el estado de Florida y provee servicios a los cerca de 1.3 millones de puertorriqueños que residen en este estado.

## Directores
Lista de Directores de la Administración de Asuntos Federales de Puerto Rico
- 1973 - 1975: José A. Cabranes, PPD
- 1981 - 1985: Joaquín A. Márquez
- José Ortiz Dalliot
- Wanda Rubianes
- Xavier Romeu
- 2001 - 2004: Mari Carmen Aponte, PPD
- 2005 - 2008: Eduardo Bhatia, PPD
- 2008: Flavio Cumpiano, PPD
- 2009: Richard Figueroa, PNP
- 2009 - 2013: Nicole Guillemard, PNP
- 2013 - 2016: Juan Eugenio Hernández Mayoral, PPD
- 2016 - 2019: Carlos Mercader Pérez, PNP
- 2019 - 2020: Jennifer Storipan, PNP
- 2020 - 2023: Carmen M. Feliciano, PNP
- 2023 - presente: Luis D. Dávila Pernas, PNP